# تنسيق ملفات وسائط آيزو الأساسي
تنسيق ملفات وسائط آيزو الأساسي (بالإنجليزية: ISO base media file format)‏ هو معيار تنسيق ملفات الوسائط المتعددة الذي وضعته المنظمة الدولية للمعايير (ISO) واللجنة الكهروتقنية الدولية (IEC). وهو يوفر طريقة قياسية لترميز وتخزين البيانات المتعلقة بالوسائط المتعددة مثل الصوت والفيديو والصور والنصوص وغيرها.

## التاريخ
طُوِّر تنسيق ملفات وسائط آيزو الأساسي لأول مرة في عام 2001، وكانت الهدف منه توحيد تنسيقات الملفات الصوتية والمرئية المختلفة لتبسيط عملية تشغيل الملفات المتعددة الوسائط على أجهزة مختلفة ومنصات مختلفة.
أُنشئ هذا التنسيق بواسطة منظمة المعايير الدولية (ISO)، وقد تم تحديثه وتطويره بشكل مستمر منذ ذلك الحين. وأُستُخدِم هذا التنسيق في مجموعة واسعة من التطبيقات المتعددة الوسائط، بما في ذلك بث الفيديو عبر الإنترنت، وتحميل ملفات الوسائط المتعددة، والتطبيقات الترفيهية، والألعاب، والتلفزيون الرقمي، والأفلام.
في عام 2003، طُوِّر ملفات الترجمة الزمنية والتعليقات والنصوص المختلفة في إطار تنسيق ملفات وسائط آيزو الأساسي، والتي تمكن المستخدمين من تحديد ترجمات مختلفة للفيلم أو الفيديو أو العرض التقديمي أو الموسيقى الموجودة في الملفات.
وفي عام 2005، أُدخِلت ميزة إضافية في التنسيق تسمح بتخزين البيانات المضمنة، مثل الرموز البرمجية والصور والصوت والفيديو، مما يتيح للمستخدمين تشغيل البرامج المضمنة والملفات الصوتية والمرئية المختلفة في نفس المكان.
وفي الأعوام التالية، أُضيفت المزيد من الميزات إلى تنسيق ملفات وسائط آيزو الأساسي، بما في ذلك ميزة تنسيقات الصوت المتعددة ودعم الصور المتحركة وتنسيقات الفيديو ذات الجودة العالية.

### إصداراتإم بي إي جي-4الجزء 12
| الإصدار        | تاريخ أول نسخة من الإصدار | تاريخ أخر نسخة من الإصدار | معيار                                        |
| -------------- | ------------------------- | ------------------------- | -------------------------------------------- |
| الإصدار الأول  | 2004                      |                           | ISO/IEC 14496-12:2004, ISO/IEC 15444-12:2004 |
| الإصدار الثاني | 2005                      | 2008                      | ISO/IEC 14496-12:2005, ISO/IEC 15444-12:2005 |
| الإصدار الثالث | 2008                      | 2009                      | ISO/IEC 14496-12:2008, ISO/IEC 15444-12:2008 |
| الإصدار الرابع | 2012                      | 2015                      | ISO/IEC 14496-12:2012, ISO/IEC 15444-12:2012 |
| الإصدار الخامس | 2015                      | 2018                      | ISO/IEC 14496-12:2015, ISO/IEC 15444-12:2015 |
| الإصدار السادس | 2020                      |                           | ISO/IEC 14496-12:2020                        |
| الإصدار السابع | 2022                      |                           | ISO/IEC 14496-12:2022                        |